# Roberto Gasparini
Roberto Gasparini (Nacido el 5 de enero de 1958 en Córdoba) es un exfutbolista argentino. Jugaba en la posición de centrocampista. 

## Carrera
Se formó en los escalafones inferiores del Racing de Córdoba, para debutar en el primer equipo en 1978. En el club cordobés, logró el subcampeonato del Torneo Nacional de 1980, en donde los de la docta caerían en la final ante uno de los futuros clubes de Gasparini: el Rosario Central. 
En 1986 fichó por Rosario Central, siendo una de las figuras clave del Campeonato de Primera División que los auriazules obtuvieron en la temporada 1986/1987. En el club rosarino estuvo hasta 1988, para posteriormente irse a México y jugar en varios equipos, pasando por el Necaxa, el Tigres y el Monterrey.
En 1995 regresó a Argentina para jugar en Talleres de Córdoba.
En 1996 se retiró de la práctica del fútbol, estando en Estudiantes de Río Cuarto, equipo del cual luego fue entrenador.

## Clubes
| Club                      | País      | Año       |
| ------------------------- | --------- | --------- |
| Racing de Córdoba         | Argentina | 1978-1982 |
| Racing de Córdoba         | Argentina | 1983-1984 |
| Junior de Barranquilla    | Colombia  | 1985-1986 |
| Rosario Central           | Argentina | 1986-1988 |
| Necaxa                    | México    | 1988-1990 |
| Tigres                    | México    | 1991-1993 |
| Monterrey                 | México    | 1994      |
| Talleres de Córdoba       | Argentina | 1995-1995 |
| Estudiantes de Río Cuarto | Argentina | 1995-1996 |

## Palmarés
- Primera División Argentina (1): 1986-87, con Rosario Central